# Hoefbladpalpmot
De hoefbladpalpmot (Scrobipalpula tussilaginis) is een vlinder uit de familie tastermotten (Gelechiidae). De wetenschappelijke naam is voor het eerst geldig gepubliceerd in 1867 door Stainton.
De soort komt voor in Europa.